# Lijst van nummer 1-hits in de UK Singles Chart in 2010
Deze hits stonden in 2010 op nummer 1 in de UK Singles Chart:
| Datum        | Artiest                                                  | Titel                    |
| ------------ | -------------------------------------------------------- | ------------------------ |
| 2 januari    | Lady Gaga                                                | Bad Romance              |
| 9 januari    | Iyaz                                                     | Replay                   |
| 16 januari   | Iyaz                                                     | Replay                   |
| 23 januari   | Owl City                                                 | Fireflies                |
| 30 januari   | Owl City                                                 | Fireflies                |
| 6 februari   | Owl City                                                 | Fireflies                |
| 13 februari  | Helping Haiti                                            | Everybody Hurts          |
| 20 februari  | Helping Haiti                                            | Everybody Hurts          |
| 27 februari  | Jason Derülo                                             | In My Head               |
| 6 maart      | Tinie Tempah                                             | Pass Out                 |
| 13 maart     | Tinie Tempah                                             | Pass Out                 |
| 20 maart     | Lady Gaga featuring Beyoncé                              | Telephone                |
| 27 maart     | Lady Gaga featuring Beyoncé                              | Telephone                |
| 3 april      | Scouting for Girls                                       | This Ain't a Love Song   |
| 10 april     | Scouting for Girls                                       | This Ain't a Love Song   |
| 17 april     | Usher featuring will.i.am                                | OMG                      |
| 24 april     | Diana Vickers                                            | Once                     |
| 1 mei        | Roll Deep                                                | Good Times               |
| 8 mei        | Roll Deep                                                | Good Times               |
| 15 mei       | Roll Deep                                                | Good Times               |
| 22 mei       | B.o.B featuring Bruno Mars                               | Nothin' on You           |
| 29 mei       | Dizzee Rascal                                            | Dirtee Disco             |
| 5 juni       | David Guetta featuring Chris Willis, Fergie & LMFAO      | Gettin' Over You         |
| 12 juni      | Shout for England featuring Dizzee Rascal & James Corden | Shout                    |
| 19 juni      | Shout for England featuring Dizzee Rascal & James Corden | Shout                    |
| 26 juni      | Katy Perry featuring Snoop Dogg                          | California Gurls         |
| 3 juli       | Katy Perry featuring Snoop Dogg                          | California Gurls         |
| 10 juli      | JLS                                                      | The Club Is Alive        |
| 17 juli      | B.o.B featuring Hayley Williams of Paramore              | Airplanes                |
| 24 juli      | Yolanda Be Cool & DCUP                                   | We No Speak Americano    |
| 31 juli      | The Wanted                                               | All Time Low             |
| 7 augustus   | Ne-Yo                                                    | Beautiful Monster        |
| 14 augustus  | Flo Rida featuring David Guetta                          | Club Can't Handle Me     |
| 21 augustus  | Roll Deep                                                | Green Light              |
| 28 augustus  | Taio Cruz                                                | Dynamite                 |
| 4 september  | Olly Murs                                                | Please Don't Let Me Go   |
| 11 september | Alexandra Burke featuring Laza Morgan                    | Start Without You        |
| 18 september | Alexandra Burke featuring Laza Morgan                    | Start Without You        |
| 25 september | Bruno Mars                                               | Just the Way You Are     |
| 2 oktober    | Tinie Tempah featuring Eric Turner                       | Written in the Stars     |
| 9 oktober    | Cee Lo Green                                             | Forget You!              |
| 16 oktober   | Cee Lo Green                                             | Forget You!              |
| 23 oktober   | Bruno Mars                                               | Just the Way You Are     |
| 30 oktober   | Cheryl Cole                                              | Promise This             |
| 6 november   | Rihanna                                                  | Only Girl (In the World) |
| 13 november  | Rihanna                                                  | Only Girl (In the World) |
| 20 november  | JLS                                                      | Love You More            |
| 27 november  | X Factor Finalists 2010                                  | Heroes                   |
| 4 december   | X Factor Finalists 2010                                  | Heroes                   |
| 11 december  | The Black Eyed Peas                                      | The Time (Dirty Bit)     |
| 18 december  | Matt Cardle                                              | When We Collide          |
| 25 december  | Matt Cardle                                              | When We Collide          |

1952 ·
1953 ·
1954 ·
1955 ·
1956 ·
1957 ·
1958 ·
1959 ·
1960 ·
1961 ·
1962 ·
1963 ·
1964 ·
1965 ·
1966 ·
1967 ·
1968 ·
1969 ·
1970 ·
1971 ·
1972 ·
1973 ·
1974 ·
1975 ·
1976 ·
1977 ·
1978 ·
1979 ·
1980 ·
1981 ·
1982 ·
1983 ·
1984 ·
1985 ·
1986 ·
1987 ·
1988 ·
1989 ·
1990 ·
1991 ·
1992 ·
1993 ·
1994 ·
1995 ·
1996 ·
1997 ·
1998 ·
1999 ·
2000 ·
2001 ·
2002 ·
2003 ·
2004 ·
2005 ·
2006 ·
2007 ·
2008 ·
2009 ·
2010 ·
2011 ·
2012 ·
2013 ·
2014 ·
2015 ·
2016 ·
2017 ·
2018 ·
2019 ·
2020 ·
2021
- Nederland (Top 40)
- Nederland (Single Top 100)
- Nederland (3FM Mega Top 50)
- Nederland (iTunes Top 30)
- Nederland (Kink 40)
- Vlaanderen (Radio 2 Top 30)
- Vlaanderen (Ultratop 50)
- Vlaanderen (Top 30 van Ultratop)
- Vlaanderen (De Afrekening)
- Wallonië
- Australië
- Canada
- Denemarken
- Duitsland
- Finland
- Frankrijk
- Ierland
- Italië
- Luxemburg
- Nieuw-Zeeland
- Noorwegen
- Oostenrijk
- Polen
- Portugal
- Spanje
- Verenigd Koninkrijk
- Verenigde Staten (Hot 100)
- Zweden
- Zwitserland